# Эльвис Фриульская
Эльвис Фриульская —Родилась в 855 году и была дочерью герцога Фриуля Эберхарда и Гизелы дочери Людовика Благочестивого и Юдиты фон Аргенгау.Эльвис вышла за графа Остервана и Санлиса Хукбальда де Гуи.Семья Элвис обладала владениями в Тернуа и она принесла в приданное территорию нынешнего Лилля.Элвис среди некоторых источниках вышла вторым браком за графа Лана Роже и возможно в этом браке детей в них не было.Элвис умерла около 895 года. 
Семья:1 муж Хукбальд де Гуи граф Остервана и Санлиса.От этого брака родились:
Рауль первый(?-926) 
Хаппальд(870-911) граф Диллингена и отец епископа Аугсбурга Ульриха, предок Хупальдингеров и Диллинген-Кибургов. 
Ги граф Санлиса   
2 муж граф Лана Роже,детей не было   